# Momères
Momères est une commune française située dans le centre du département des Hautes-Pyrénées, en région Occitanie. Sur le plan historique et culturel, la commune est dans l’ancien comté de Bigorre, comté historique des Pyrénées françaises et de Gascogne.
Exposée à un climat océanique altéré, elle est drainée par l'Adour, la Gespe et par divers autres petits cours d'eau. La commune possède un patrimoine naturel remarquable : un site Natura 2000 (la « vallée de l'Adour »), un espace protégé (l'« Adour et affluents ») et deux zones naturelles d'intérêt écologique, faunistique et floristique.
Momères est une commune urbaine qui compte 731 habitants en 2022, après avoir connu une forte hausse de la population depuis 1962. Elle est dans l'agglomération de Tarbes et fait partie de l'aire d'attraction de Tarbes. Ses habitants sont appelés les Momèriens ou  Momèriennes. Le dictionnaire du Béarnais et du Gascon modernes de Simin Palay indique que les habitants de Momères sont appelés « michétos ».

## Géographie

### Localisation
La commune de Momères se trouve dans le département des Hautes-Pyrénées, en région Occitanie.
Elle se situe à 6 km à vol d'oiseau de Tarbes, préfecture du département, et à 3 km de Barbazan-Debat, bureau centralisateur du canton du Moyen Adour dont dépend la commune depuis 2015 pour les élections départementales.
La commune fait en outre partie du bassin de vie de Tarbes.
Les communes les plus proches sont : 
Salles-Adour (1,0 km), Horgues (1,2 km), Saint-Martin (1,9 km), Bernac-Debat (1,9 km), Arcizac-Adour (2,5 km), Allier (2,6 km), Bernac-Dessus (2,8 km), Barbazan-Debat (3,0 km).
Sur le plan historique et culturel, Momères fait partie de l’ancien comté de Bigorre, comté historique des Pyrénées françaises et de Gascogne créé au IXe siècle puis rattaché au domaine royal en 1302, inclus ensuite au comté de Foix en 1425 puis une nouvelle fois rattaché au royaume de France en 1607. La commune est dans le pays de Tarbes et de la Haute Bigorre.

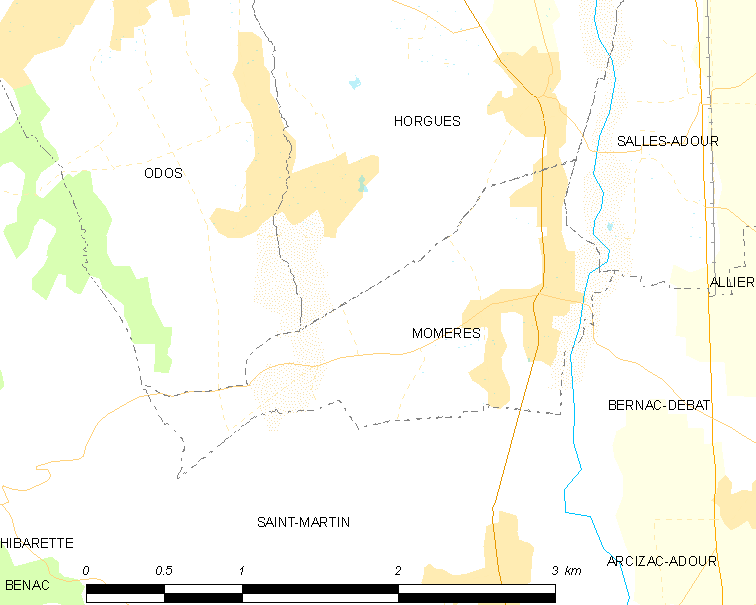
Carte de la commune de Momères et des proches communes.

| Odos | Horgues      | Salles-Adour |
|      | Momères      | Bernac-Debat |
|      | Saint-Martin |              |

### Hydrographie
La commune est dans le bassin de l'Adour, au sein du bassin hydrographique Adour-Garonne. Elle est drainée par l'Adour, la Gespe, un bras de l'Adour bras de la gespe et par divers petits cours d'eau, constituant un réseau hydrographique de 5 km de longueur totale,.
L'Adour, d'une longueur totale de 308,8 km, se forme dans la vallée de Campan en Haute-Bigorre de la réunion de trois torrents : l'Adour de Payolle, l'Adour de Gripp et l'Adour de Lesponne et s'écoule vers le nord. Il traverse la commune et se jette dans le golfe de Gascogne à Anglet, après avoir traversé 118 communes.

### Climat
Le climat est tempéré de type océanique, en raison de l'influence proche de l'océan Atlantique situé à peu près 150 km plus à l'ouest. La proximité des Pyrénées fait que la commune profite d'un effet de foehn, il peut aussi y neiger en hiver, même si cela reste inhabituel.
| Mois                              | jan.  | fév.  | mars  | avril | mai   | juin  | jui.  | août  | sep.  | oct.  | nov.  | déc.  | année   |
| --------------------------------- | ----- | ----- | ----- | ----- | ----- | ----- | ----- | ----- | ----- | ----- | ----- | ----- | ------- |
| Température minimale moyenne (°C) | 0,6   | 1,3   | 2,7   | 5,2   | 8,3   | 11,6  | 14,1  | 13,9  | 11,7  | 8     | 3,6   | 1,3   | 6,9     |
| Température moyenne (°C)          | 5,3   | 6,1   | 7,8   | 10    | 13,3  | 16,7  | 19,3  | 19    | 17,2  | 13,3  | 8,5   | 5,8   | 11,9    |
| Température maximale moyenne (°C) | 9,9   | 11    | 12,9  | 14,8  | 18,3  | 21,7  | 24,5  | 24    | 22,6  | 18,6  | 13,4  | 10,4  | 16,8    |
| Ensoleillement (h)                | 108,8 | 118,8 | 155,6 | 157,2 | 181,3 | 191,5 | 215,5 | 196,4 | 194,5 | 164,4 | 124,4 | 104,4 | 1 912,8 |
| Précipitations (mm)               | 112,8 | 97,5  | 100,2 | 105,7 | 113,6 | 80,7  | 57,3  | 70,3  | 71    | 85,2  | 93    | 112,1 | 1 099,4 |

### Milieux naturels et biodiversité

#### Espaces protégés
La protection réglementaire est le mode d’intervention le plus fort pour préserver des espaces naturels remarquables et leur biodiversité associée,.
Dans ce cadre, la commune fait partie.
Un  espace protégé est présent sur la commune : 
l'« Adour et affluents », objet d'un arrêté de protection de biotope, d'une superficie de 215,8 ha.

#### Réseau Natura 2000

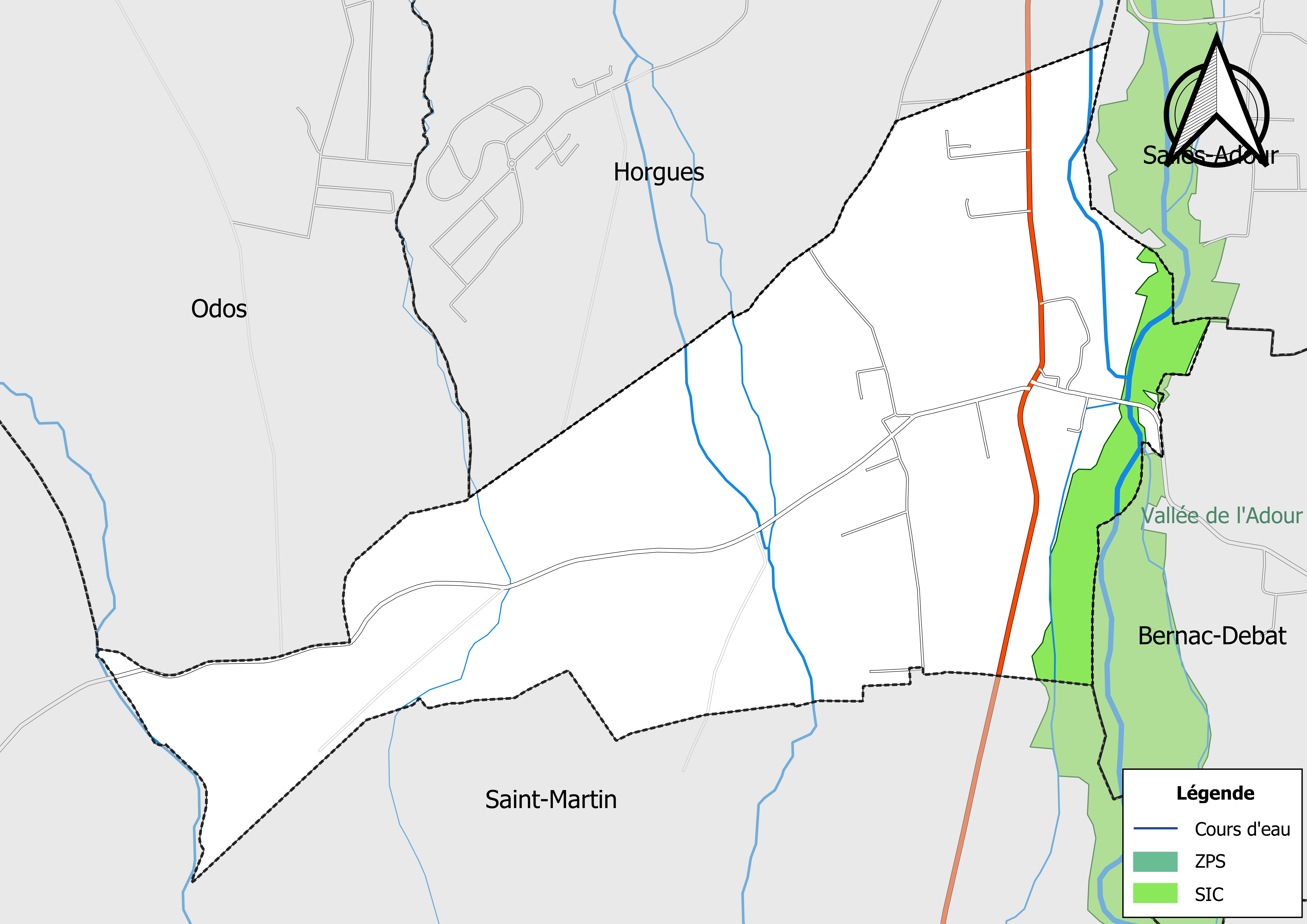
Site Natura 2000 sur le territoire communal.

Le réseau Natura 2000 est un réseau écologique européen de sites naturels d'intérêt écologique élaboré à partir des directives habitats et oiseaux, constitué de zones spéciales de conservation (ZSC) et de zones de protection spéciale (ZPS).
Un site Natura 2000 a été défini sur la commune au titre de la directive habitats : la « vallée de l'Adour », d'une superficie de 2 694 ha, un espace où les habitats terrestres et aquatiques abritent une flore et une faune remarquable et diversifiée, avec la présence de la Loutre et de la Cistude d'Europe.

#### Zones naturelles d'intérêt écologique, faunistique et floristique
L’inventaire des zones naturelles d'intérêt écologique, faunistique et floristique (ZNIEFF) a pour objectif de réaliser une couverture des zones les plus intéressantes sur le plan écologique, essentiellement dans la perspective d’améliorer la connaissance du patrimoine naturel national et de fournir aux différents décideurs un outil d’aide à la prise en compte de l’environnement dans l’aménagement du territoire.
Une ZNIEFF de type 1 est recensée sur la commune :
« l'Adour, de Bagnères à Barcelonne-du-Gers » (2 786 ha), couvrant 59 communes dont 18 dans le Gers, une dans les Landes et 40 dans les Hautes-Pyrénées et une ZNIEFF de type 2, : 
l'« Adour et milieux annexes » (3 634 ha), couvrant 60 communes dont 18 dans le Gers, une dans les Landes et 41 dans les Hautes-Pyrénées.

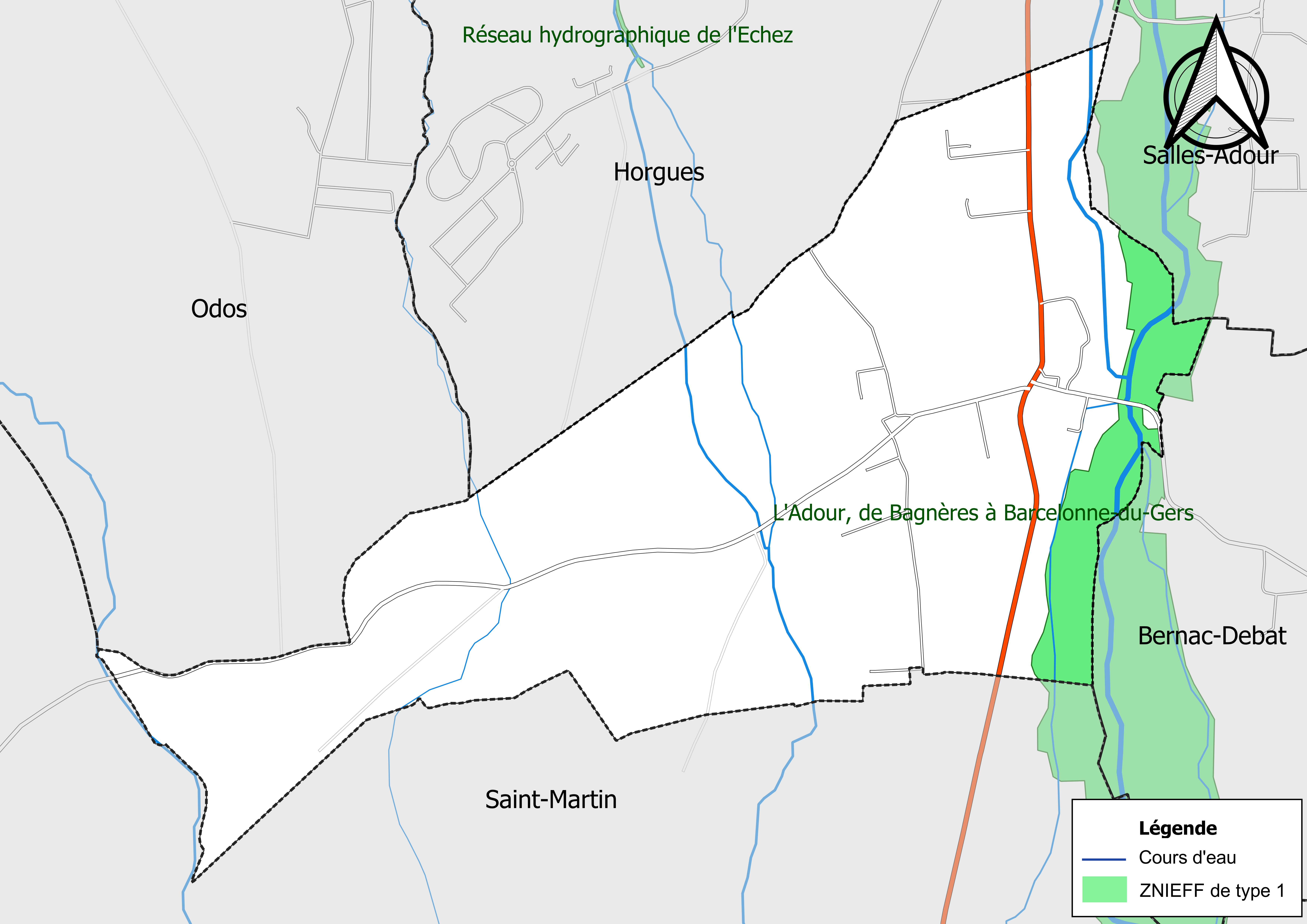
Carte de la ZNIEFF de type 1 sur la commune.
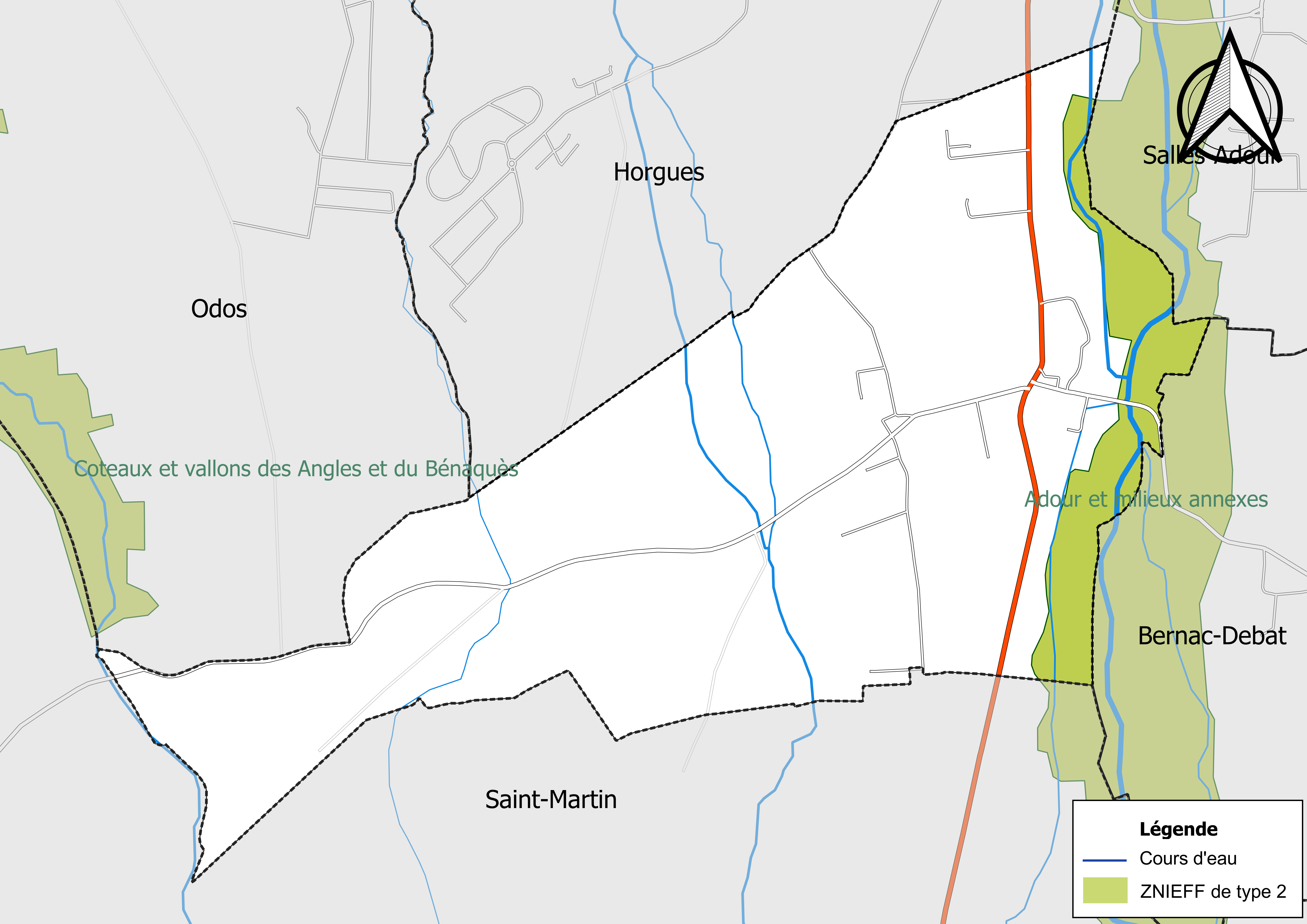
Carte de la ZNIEFF de type 2 sur la commune.

## Urbanisme

### Typologie
Au 1er janvier 2024, Momères est catégorisée ceinture urbaine, selon la nouvelle grille communale de densité à sept niveaux définie par l'Insee en 2022.
Elle appartient à l'unité urbaine de Tarbes, une agglomération intra-départementale regroupant 15  communes, dont elle est une commune de la banlieue,,. Par ailleurs la commune fait partie de l'aire d'attraction de Tarbes, dont elle est une commune de la couronne,. Cette aire, qui regroupe 153 communes, est catégorisée dans les aires de 50 000 à moins de 200 000 habitants,.

### Occupation des sols
L'occupation des sols de la commune, telle qu'elle ressort de la base de données européenne d’occupation biophysique des sols Corine Land Cover (CLC), est marquée par l'importance des territoires agricoles (73 % en 2018), en diminution par rapport à 1990 (82,4 %). La répartition détaillée en 2018 est la suivante : 
zones agricoles hétérogènes (50,9 %), zones urbanisées (27 %), prairies (22,1 %).
L'IGN met par ailleurs à disposition un outil en ligne permettant de comparer l’évolution dans le temps de l’occupation des sols de la commune (ou de territoires à des échelles différentes). Plusieurs époques sont accessibles sous forme de cartes ou photos aériennes : la carte de Cassini (XVIIIe siècle), la carte d'état-major (1820-1866) et la période actuelle (1950 à aujourd'hui).

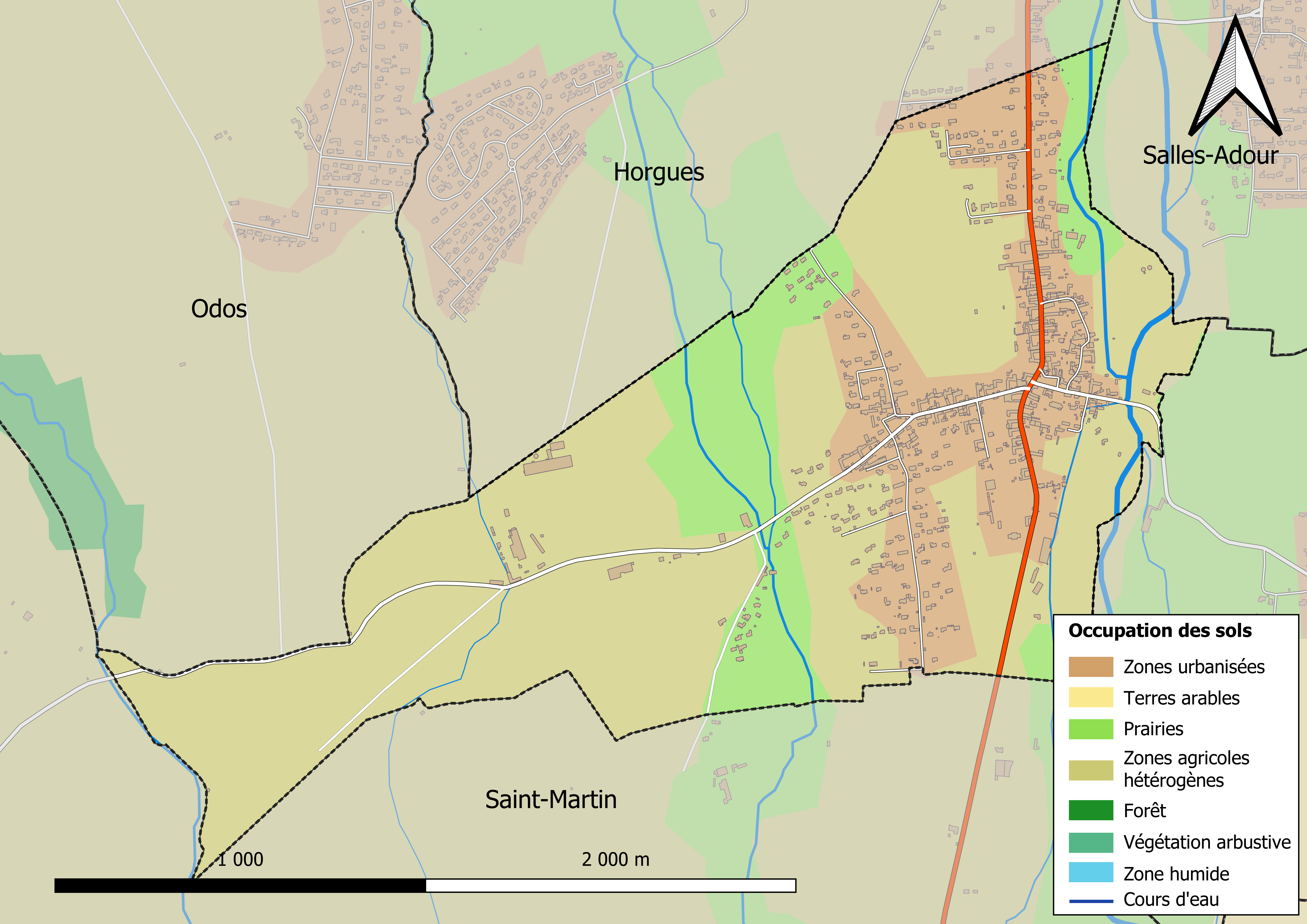
Carte des infrastructures et de l'occupation des sols en 2018 (CLC) de la commune.
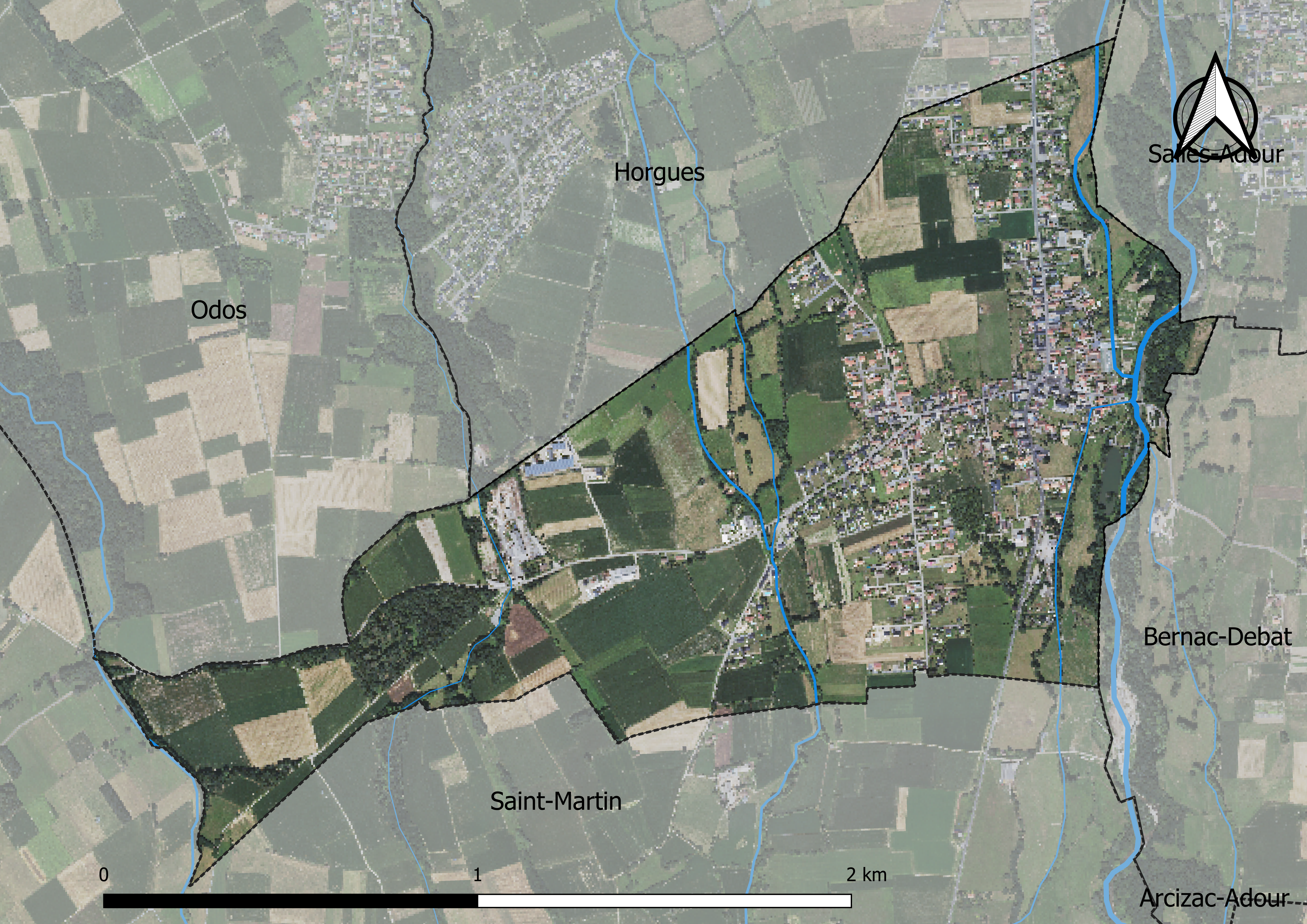
Carte orthophotogrammétrique de la commune.

### Logement
En 2012, le nombre total de logements dans la commune est de 293.

Parmi ces logements, 91.4  % sont des résidences principales, 1.1  % des résidences secondaires et 7.5  % des logements vacants.

### Voies de communication et transports
Cette commune est desservie par la route départementale D 935 et par la route départementale D 16.

### Risques majeurs
Le territoire de la commune de Momères est vulnérable à différents aléas naturels : météorologiques (tempête, orage, neige, grand froid, canicule ou sécheresse), inondations, mouvements de terrains et séisme (sismicité moyenne). Un site publié par le BRGM permet d'évaluer simplement et rapidement les risques d'un bien localisé soit par son adresse soit par le numéro de sa parcelle.
Certaines parties du territoire communal sont susceptibles d’être affectées par le risque d’inondation par débordement de cours d'eau, notamment l'Adour. La cartographie des zones inondables en ex-Midi-Pyrénées réalisée dans le cadre du XIe Contrat de plan État-région, visant à informer les citoyens et les décideurs sur le risque d’inondation, est accessible sur le site de la DREAL Occitanie. La commune a été reconnue en état de catastrophe naturelle au titre des dommages causés par les inondations et coulées de boue survenues en 1982, 1988, 1999 et 2009,.
Momères est exposée au risque de feu de forêt. Un plan départemental de protection des forêts contre les incendies a été approuvé par arrêté préfectoral le 21 avril 2020 pour la période 2020-2029. Le précédent couvrait la période 2007-2017. L’emploi du feu est régi par deux types de réglementations. D’abord le code forestier et l’arrêté préfectoral du 27 octobre 2014, qui réglementent l’emploi du feu à moins de 200 m des espaces naturels combustibles sur l’ensemble du département. Ensuite celle établie dans le cadre de la lutte contre la pollution de l’air, qui interdit le brûlage des déchets verts des particuliers. L’écobuage est quant à lui réglementé dans le cadre de commissions locales d’écobuage (CLE)

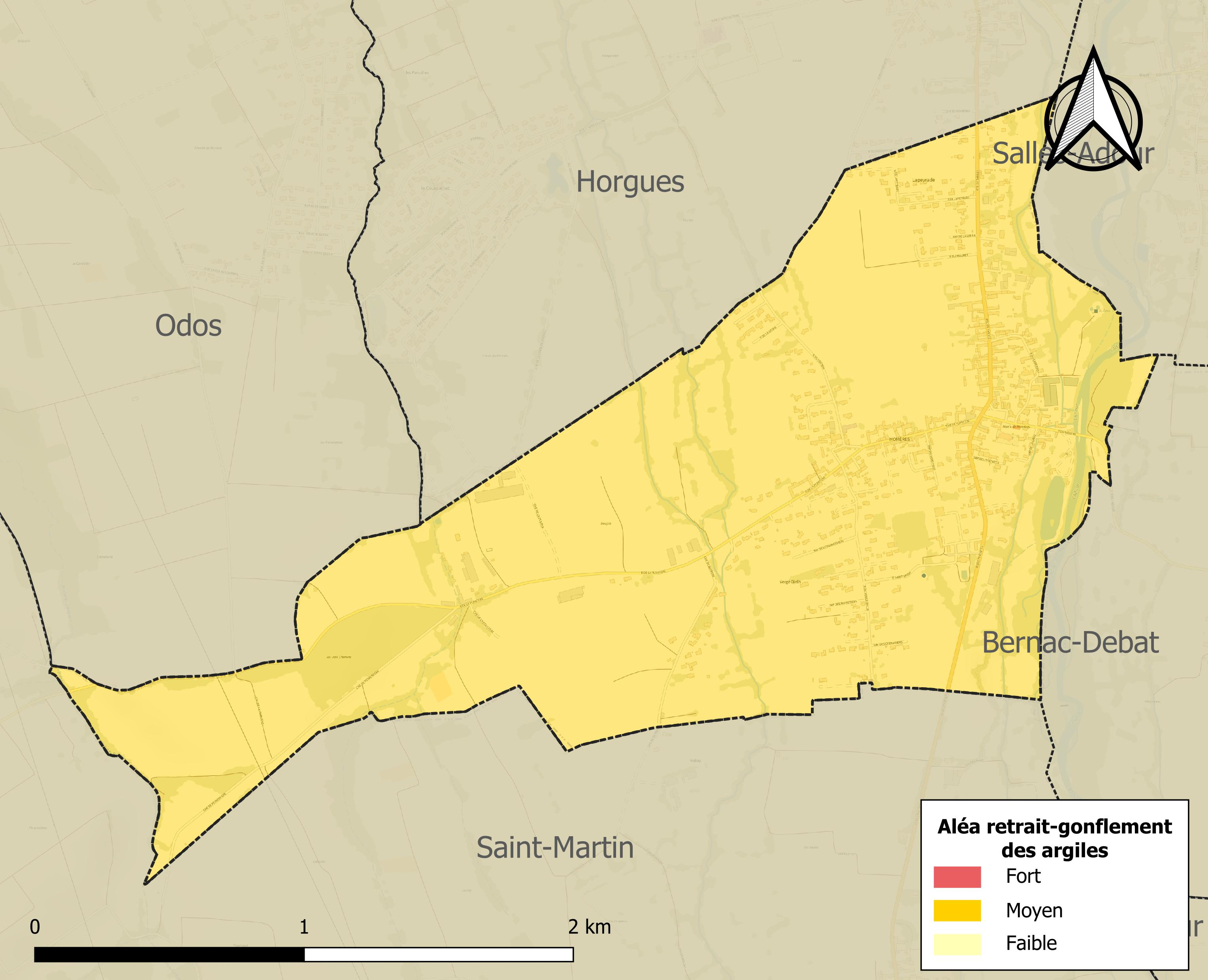
Carte des zones d'aléa retrait-gonflement des sols argileux de Momères.

Les mouvements de terrains susceptibles de se produire sur la commune sont des tassements différentiels.
Le retrait-gonflement des sols argileux est susceptible d'engendrer des dommages importants aux bâtiments en cas d’alternance de périodes de sécheresse et de pluie. La totalité de la commune est en aléa moyen ou fort (44,5 % au niveau départemental et 48,5 % au niveau national). Sur les 341 bâtiments dénombrés sur la commune en 2019, 341 sont en aléa moyen ou fort, soit 100 %, à comparer aux 75 % au niveau départemental et 54 % au niveau national. Une cartographie de l'exposition du territoire national au retrait gonflement des sols argileux est disponible sur le site du BRGM,.
Par ailleurs, afin de mieux appréhender le risque d’affaissement de terrain, l'inventaire national des cavités souterraines permet de localiser celles situées sur la commune.
Concernant les mouvements de terrains, la commune a été reconnue en état de catastrophe naturelle au titre des dommages causés par des mouvements de terrain en 1999.

## Toponymie

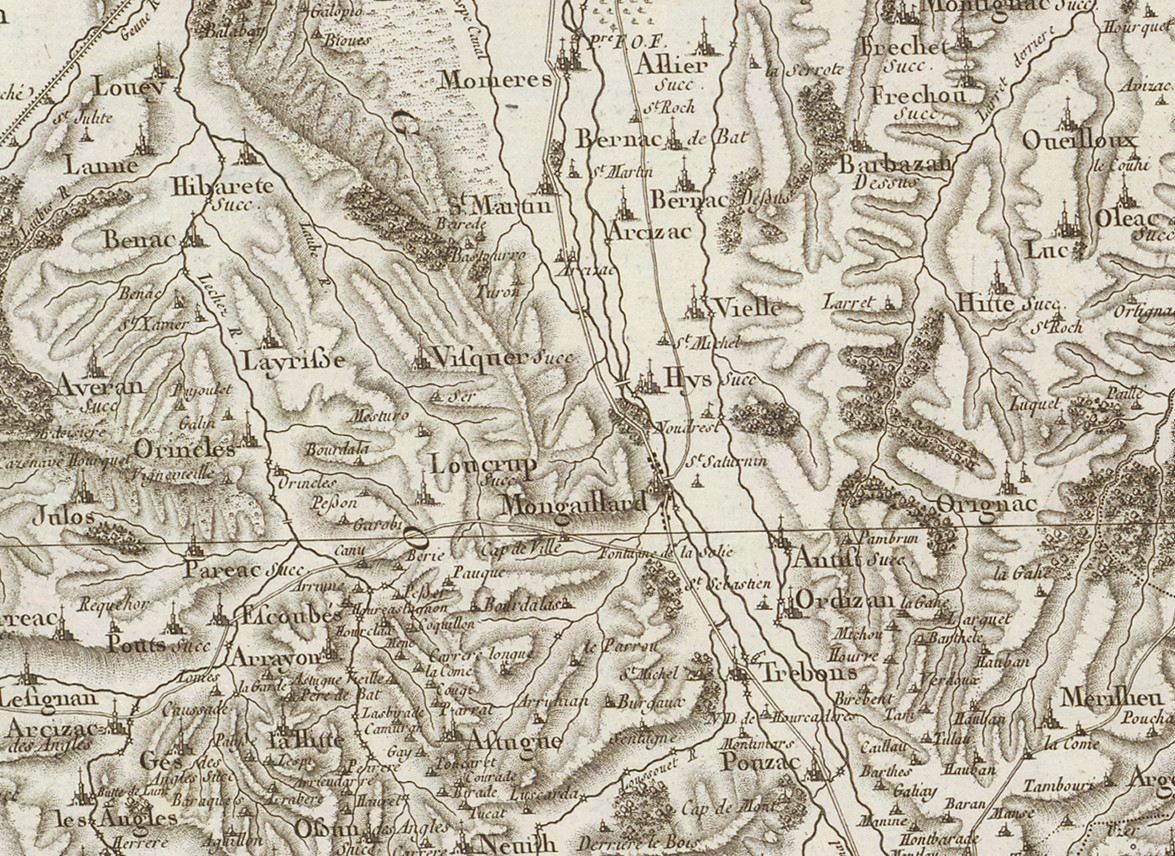
Extrait de la carte de Cassini (entre 1756 et 1789) situant Momères au nord de Montgaillard.

On trouvera les principales informations dans le Dictionnaire toponymique des communes des Hautes-Pyrénées de Michel Grosclaude et Jean-François Le Nail qui rapporte les dénominations historiques du village :
Dénominations historiques :
- De Maumeres, De Maumeras (XIIe siècle, cartulaire de Bigorre) ;
- Momeres (1285, montre Bigorre) ;
- De Momeriis, latin (1313, Debita regi Navarre ; 1342, pouillé de Tarbes ; 1379, procuration Tarbes) ;
- Momeras (1397, livre vert de Bénac) ;
- Momeras (1429, censier de Bigorre) ;
- Momeres (fin XVIIIe siècle, carte de Cassini).

Nom occitan : Momèras.

## Histoire

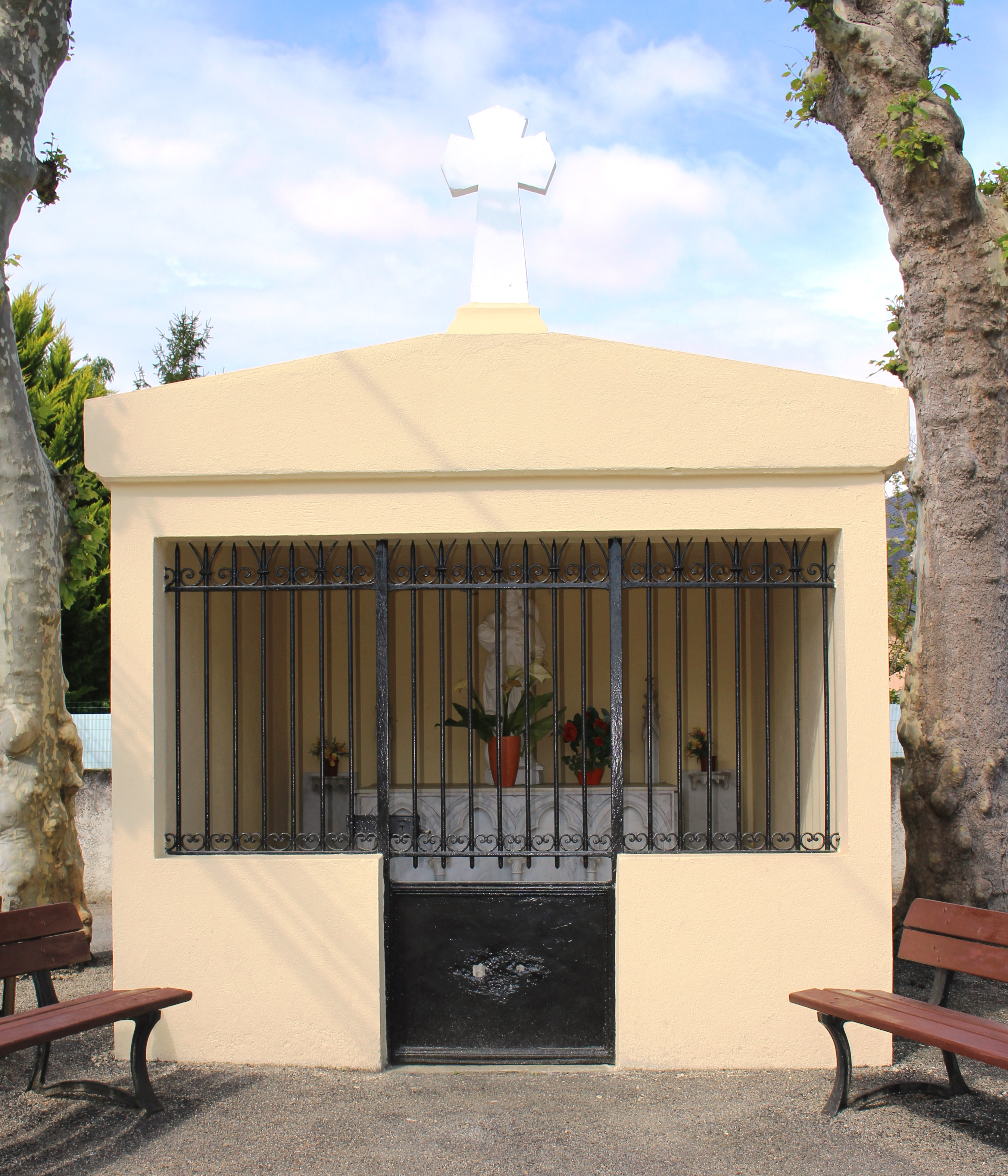
L’ oratoire.

Il est difficile d’établir sur des bases solides et même sur des documents précis l’étymologie du nom de la commune. Il est permis cependant, étant donné le caractère de la population, de supposer une étymologie rationnelle. Le nom de Momères pourrait bien avoir pour origine Momerie. Cette hypothèse semble puiser un certain crédit dans le fait que la commune actuelle était autrefois, en partie, propriété d’un couvent de bénédictines, dont chaque habitant recevait toutes les semaines trois petites miches. De là vient sans doute l’origine du surnom dont on a gratifié les Momériens « croque michetas de Momères ». Quoi qu’il en soit, c’était là une condition qui devait imposer aux habitants certains devoirs religieux rigoureusement remplis, ces devoirs n’eussent-ils pas été tout à fait à leur goût. De ces dehors obligés à l’idée de Momerie, il n’y a qu’un pas, et ce pas a dû être vite franchi dans un pays où la raillerie est peut-être le principal caractère de la population.
L’existence du couvent des bénédictines rappelle une légende très vague comme tout ce qui est légende. On parle d’un combat que le prieur du couvent, à la tête des Momériens, aurait livré à un ennemi qui serait venu l’attaquer. Quel était cet ennemi, quelle est la date du combat, on n’en sait absolument rien. Quelque éloignée que soit déjà de nous cette lamentable époque, les événements qu’elle a vu s’accomplir appartiennent à l’histoire. Il faut évidemment remonter plus haut et atteindre les incursions des Sarrasins, du moins les luttes qu’on avait l’habitude de se livrer entre voisins puissants dans les cours du XIIe siècle ou la présence des Anglais dans le pays pendant la guerre de Cent Ans.
Le prieuré fut établi au XIIe siècle à Momères par les Dames de Fontevrault, ordre placé sous les règles de l'ancien chevalier-croisé Robert d'Arbrissel. Et l'on sait que Pétronille, comtesse de Bigorre de 1191 à 1253 fut l'un de ses plus ardents soutiens. Ce prieuré eut à souffrir des guerres de religion et ses titres furent malheureusement brûlés en 1569 par les troupes de Montgomery. Il resta cependant actif jusqu'à la Révolution.
Il s'agit également du village natal de Monseigneur Dominique Peyramale, curé de Lourdes dont le père et le frère furent médecins de la commune.
Bernadette Soubirous y séjourna du lundi 3 octobre au samedi 19 novembre 1864, avant son départ pour Nevers. Ce sont les seules et uniques vacances de sa vie. Ce séjour, aux dires de sa cousine Jeanne védère, institutrice de l'école des filles, restera pour elle  « une oasis de bonheur ». Chaque jour, elle priait devant la Vierge en bois polychrome de l'église paroissiale, datant de l'époque des Dames de Frontevrault.

### Cadastre napoléonien de Momères
Le plan cadastral napoléonien de Momères est consultable sur le site des archives départementales des Hautes-Pyrénées.

## Politique et administration

### Liste des maires
| Période                                  | Période   | Identité         | Étiquette | Qualité |
| ---------------------------------------- | --------- | ---------------- | --------- | ------- |
| Les données manquantes sont à compléter. |           |                  |           |         |
|                                          |           |                  |           |         |
| mars 1995                                | mars 2008 | Pierre Vrain     |           |         |
| mars 2008                                | 2024      | Jean-Marie Tapie | SE        |         |
| 2024                                     | En cours  | Christophe Roman |           |         |

### Rattachements administratifs et électoraux

#### Historique administratif
Pays et sénéchaussée de Bigorre, quarteron de Tarbes, canton de Tarbes (1790), Tarbes-Sud (1801), de Séméac (1973), de Laloubère (1982).

#### Intercommunalité
Momères appartient à la Communauté d'agglomération Tarbes-Lourdes-Pyrénées créée en janvier 2017 et qui réunit 86 communes.

## Population et société

### Démographie

#### Évolution démographique

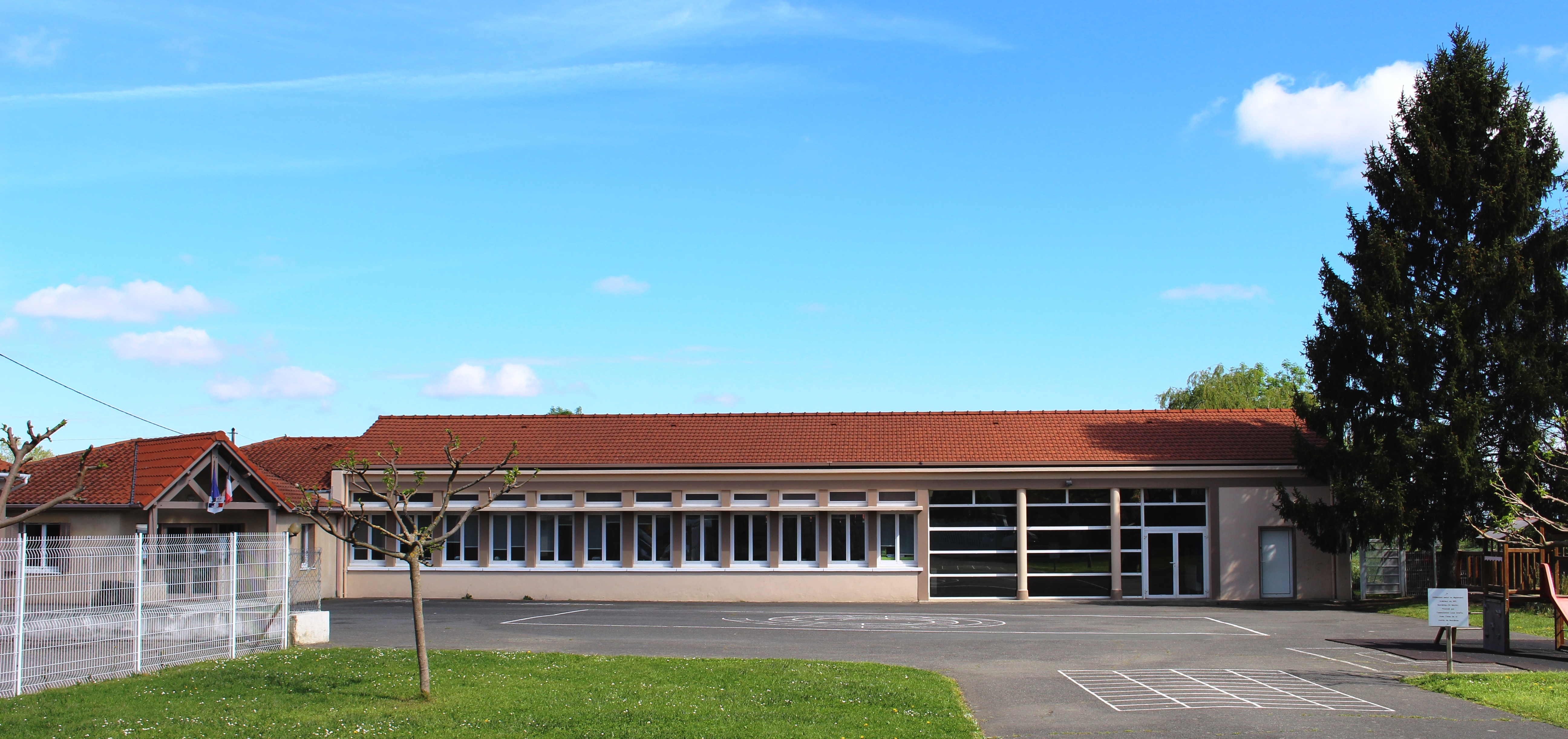
L’école primaire en 2016.

L'évolution du nombre d'habitants est connue à travers les recensements de la population effectués dans la commune depuis 1793. Pour les communes de moins de 10 000 habitants, une enquête de recensement portant sur toute la population est réalisée tous les cinq ans, les populations de référence des années intermédiaires étant quant à elles estimées par interpolation ou extrapolation. Pour la commune, le premier recensement exhaustif entrant dans le cadre du nouveau dispositif a été réalisé en 2005.

En 2022, la commune comptait 731 habitants, en évolution de −3,56 % par rapport à 2016 (Hautes-Pyrénées : +1,59 %, France hors Mayotte : +2,11 %).
| 1793 | 1800 | 1806 | 1821 | 1831 | 1836 | 1841 | 1846 | 1851 |
| ---- | ---- | ---- | ---- | ---- | ---- | ---- | ---- | ---- |
| 405  | 455  | 499  | 534  | 635  | 666  | 660  | 668  | 662  |

| 1856 | 1861 | 1866 | 1876 | 1881 | 1886 | 1891 | 1896 | 1901 |
| ---- | ---- | ---- | ---- | ---- | ---- | ---- | ---- | ---- |
| 651  | 618  | 610  | 575  | 560  | 531  | 510  | 510  | 484  |

| 1906 | 1911 | 1921 | 1926 | 1931 | 1936 | 1946 | 1954 | 1962 |
| ---- | ---- | ---- | ---- | ---- | ---- | ---- | ---- | ---- |
| 480  | 447  | 382  | 393  | 420  | 415  | 417  | 405  | 392  |

| 1968 | 1975 | 1982 | 1990 | 1999 | 2005 | 2006 | 2010 | 2015 |
| ---- | ---- | ---- | ---- | ---- | ---- | ---- | ---- | ---- |
| 471  | 510  | 517  | 535  | 589  | 605  | 620  | 661  | 755  |

| 2020 | 2022 | - | - | - | - | - | - | - |
| ---- | ---- | - | - | - | - | - | - | - |
| 737  | 731  | - | - | - | - | - | - | - |

### Enseignement
La commune dépend de l'académie de Toulouse. Elle dispose d’une école en 2017.
- École primaire.

### Sports

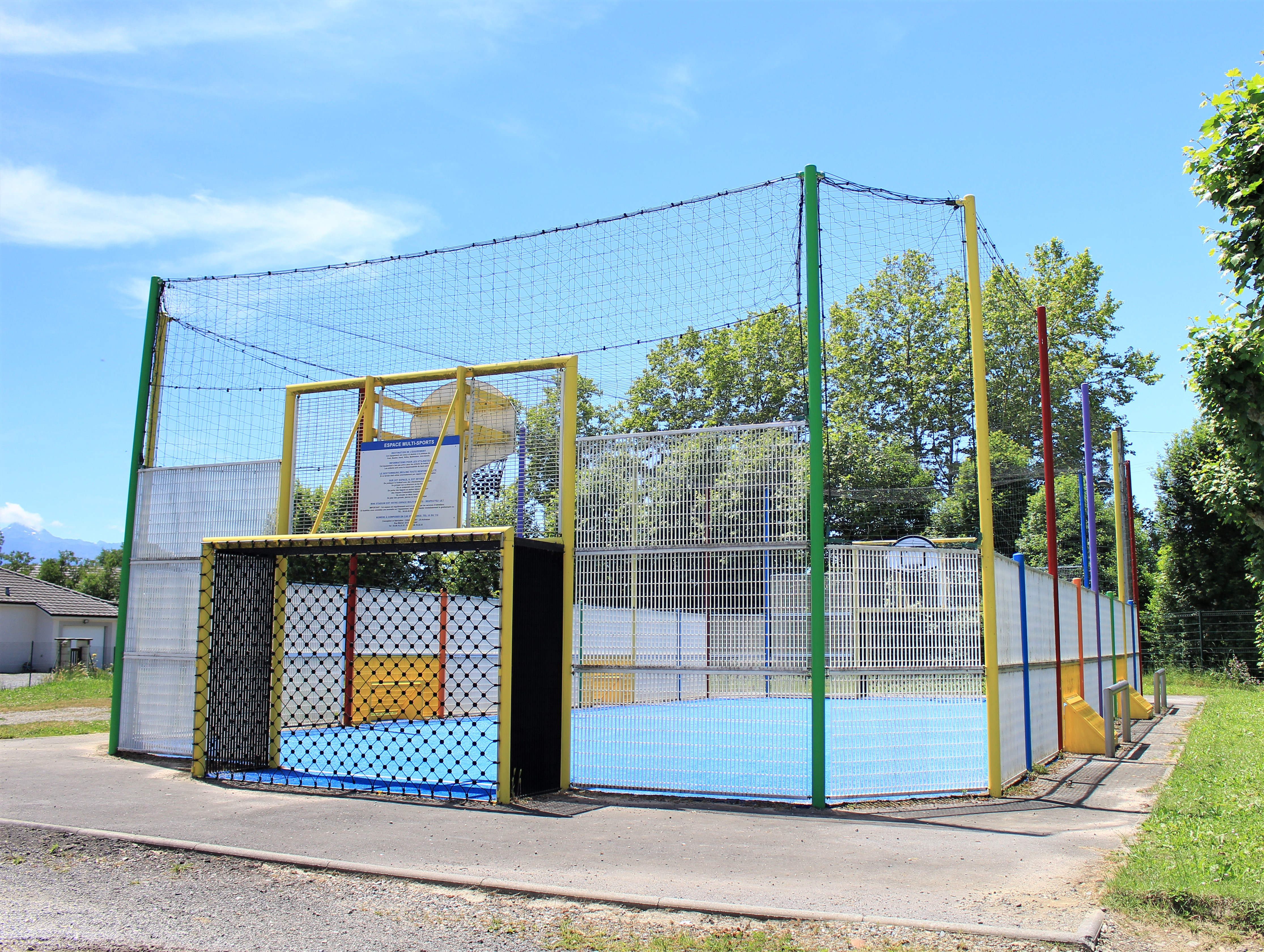
Le terrain de basket-ball.

## Économie

### Revenus
En 2018, la commune compte 312 ménages fiscaux, regroupant 775 personnes. La médiane du revenu disponible par unité de consommation est de 24 130 € (20 420 € dans le département).

### Emploi
|                | 2008  | 2013  | 2018  |
| -------------- | ----- | ----- | ----- |
| Commune        | 5,8 % | 5,6 % | 4,3 % |
| Département    | 7,7 % | 9,4 % | 9,8 % |
| France entière | 8,3 % | 10 %  | 10 %  |

En 2018, la population âgée de 15 à 64 ans s'élève à 429 personnes, parmi lesquelles on compte 79,3 % d'actifs (75 % ayant un emploi et 4,3 % de chômeurs) et 20,7 % d'inactifs,. Depuis 2008, le taux de chômage communal (au sens du recensement) des 15-64 ans est inférieur à celui de la France et du département.
La commune fait partie de la couronne de l'aire d'attraction de Tarbes, du fait qu'au moins 15 % des actifs travaillent dans le pôle,. Elle compte 71 emplois en 2018, contre 75 en 2013 et 71 en 2008. Le nombre d'actifs ayant un emploi résidant dans la commune est de 329, soit un indicateur de concentration d'emploi de 21,5 % et un taux d'activité parmi les 15 ans ou plus de 56,5 %.
Sur ces 329 actifs de 15 ans ou plus ayant un emploi, 35 travaillent dans la commune, soit 11 % des habitants. Pour se rendre au travail, 92,5 % des habitants utilisent un véhicule personnel ou de fonction à quatre roues, 0,6 % les transports en commun, 4,3 % s'y rendent en deux-roues, à vélo ou à pied et 2,5 % n'ont pas besoin de transport (travail au domicile).

## Culture locale et patrimoine

### Lieux et monuments

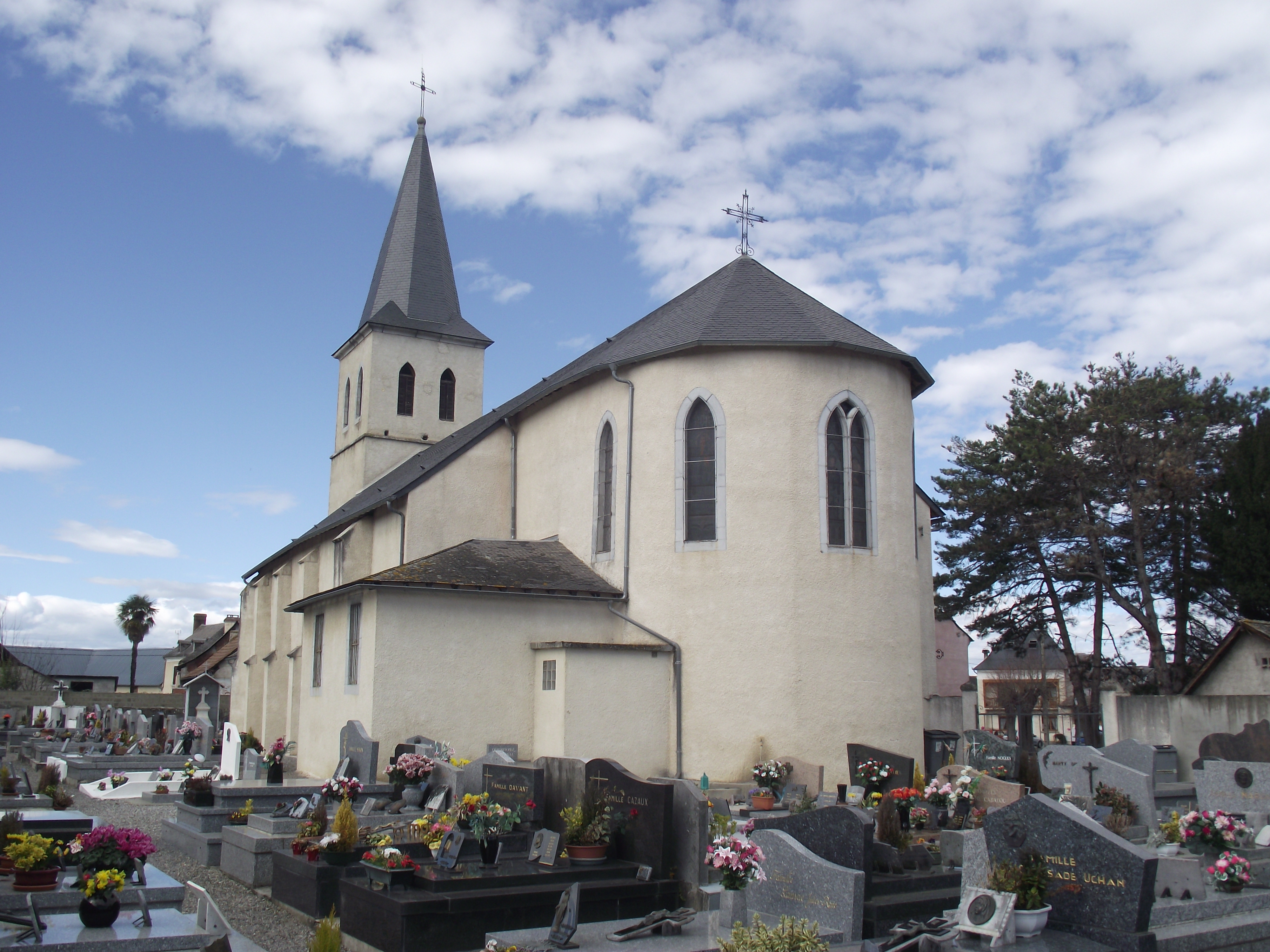
L'église Saint-Christophe.

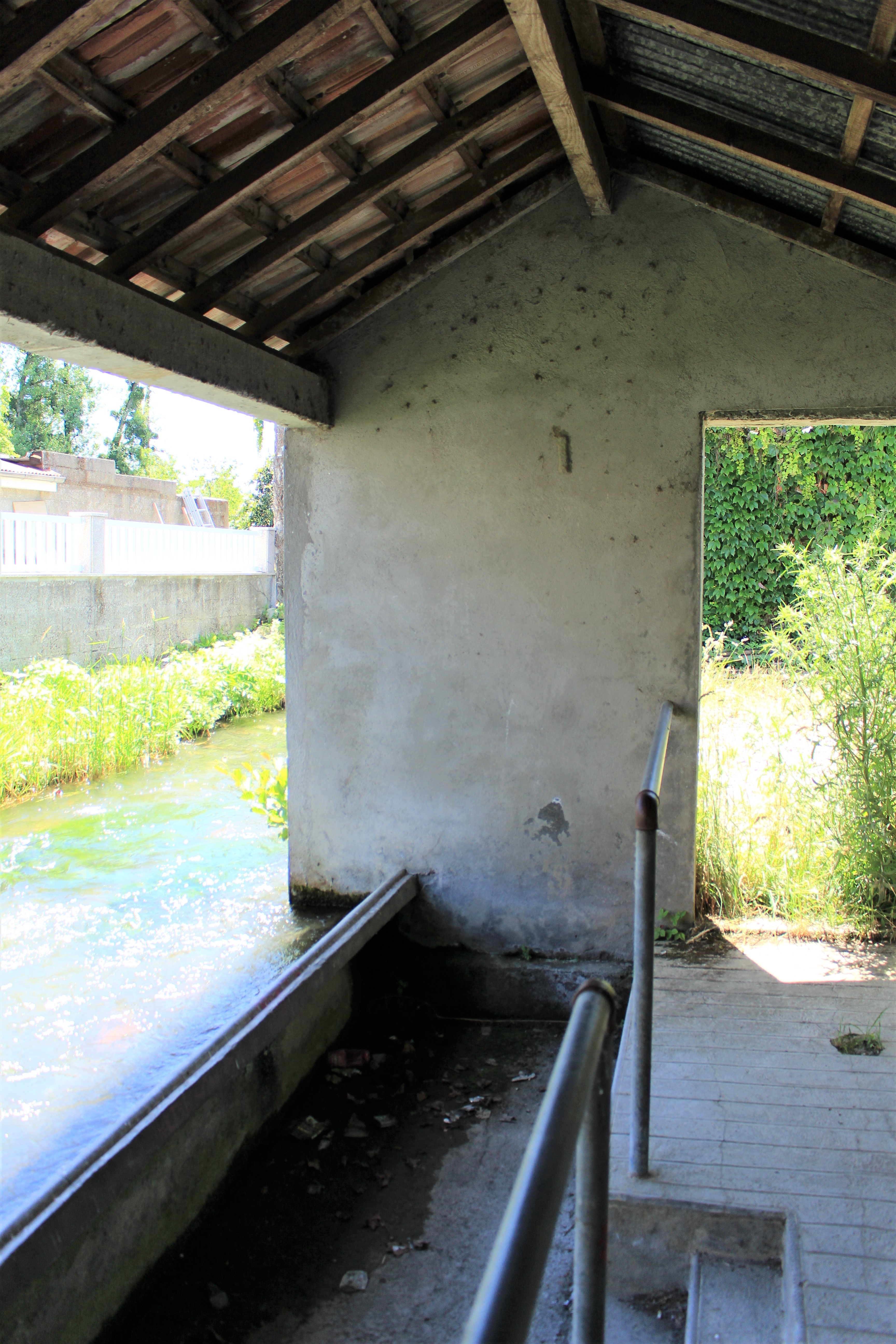
Le lavoir en 2024.

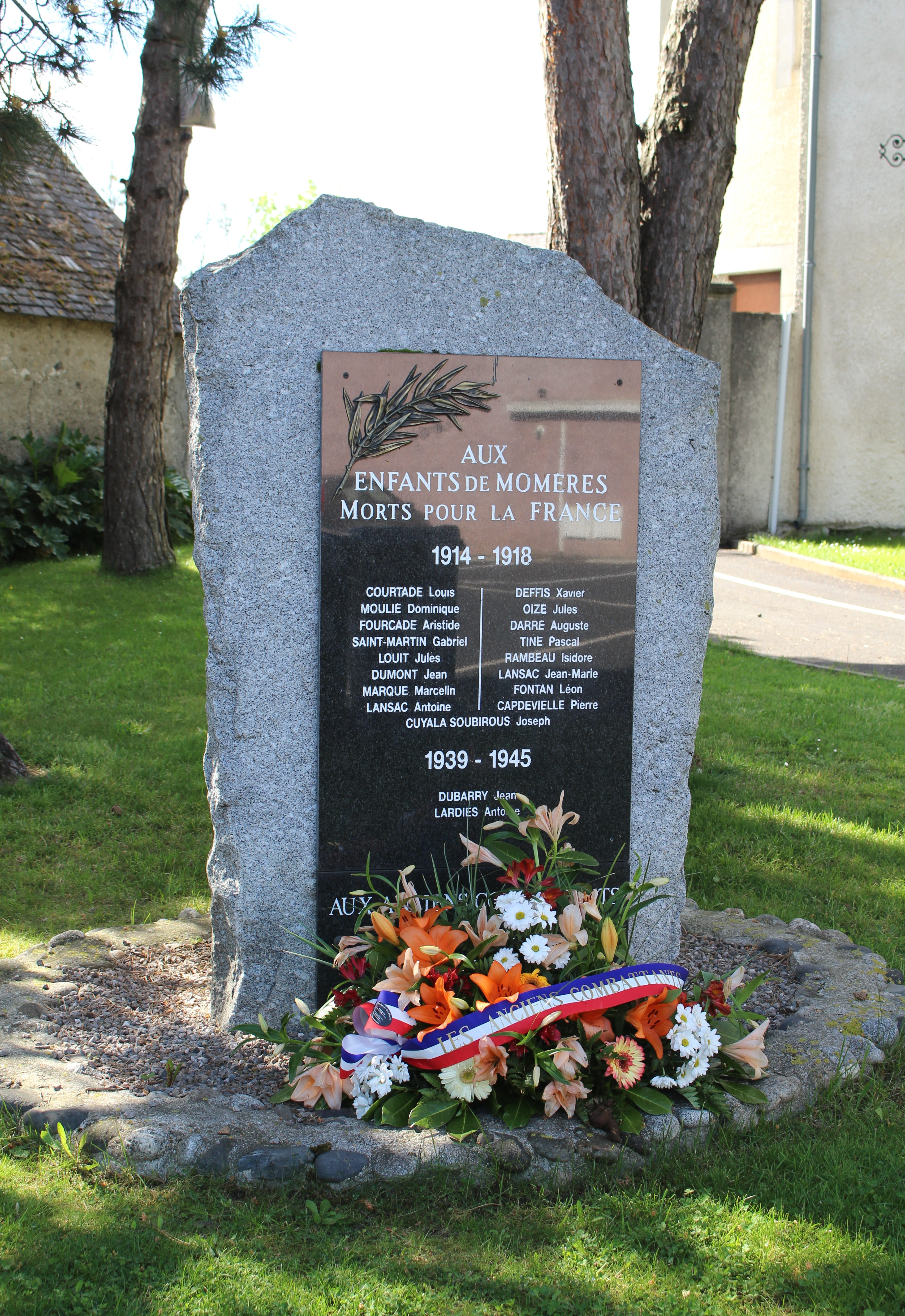
Le monument aux morts municipal.

- Église Saint-Christophe (XVIIe - XVIIIe siècles).
- La mairie, maison natale de monseigneur Peyramale.

Sélection de vues de l'église Saint-Christophe en 2016.
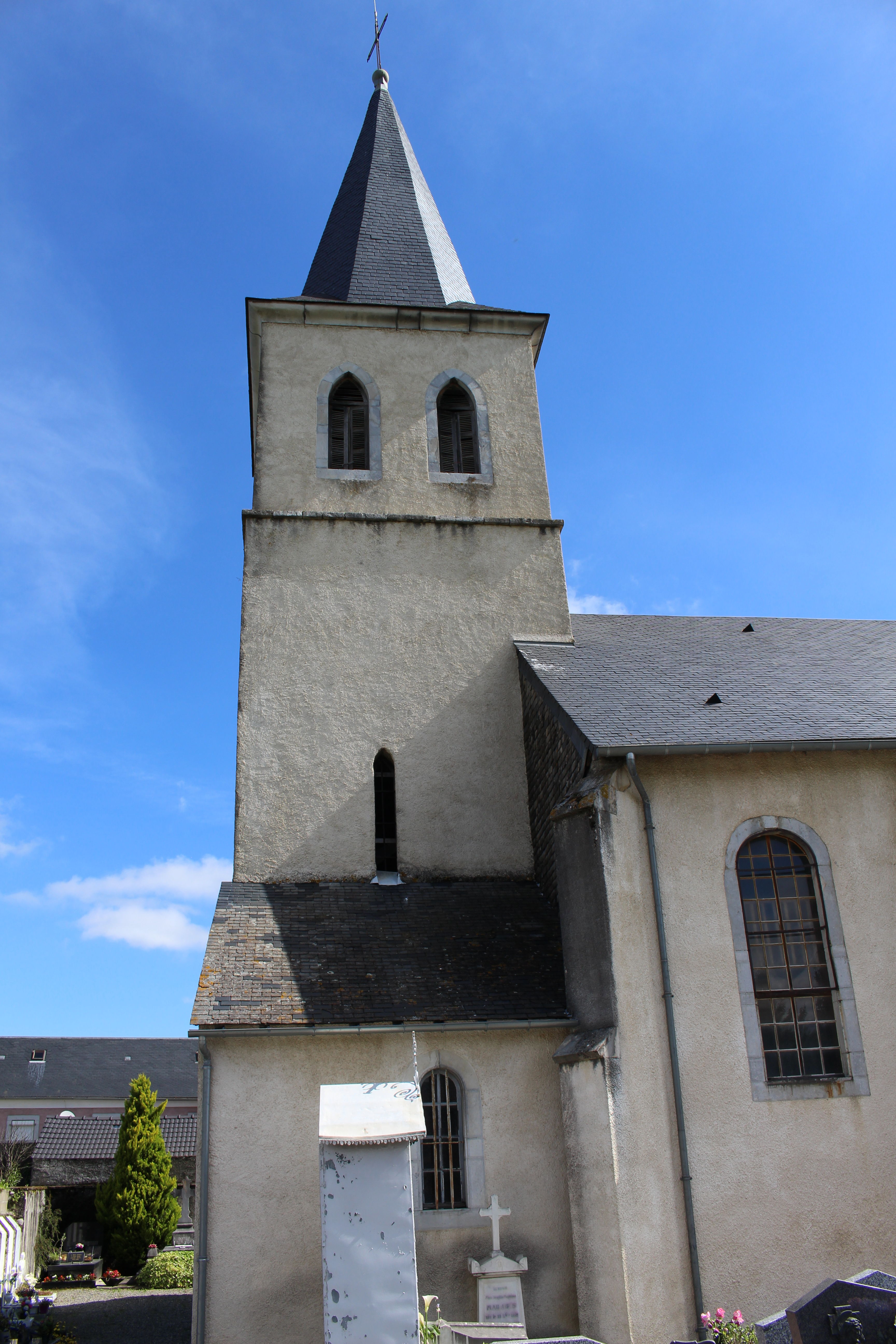
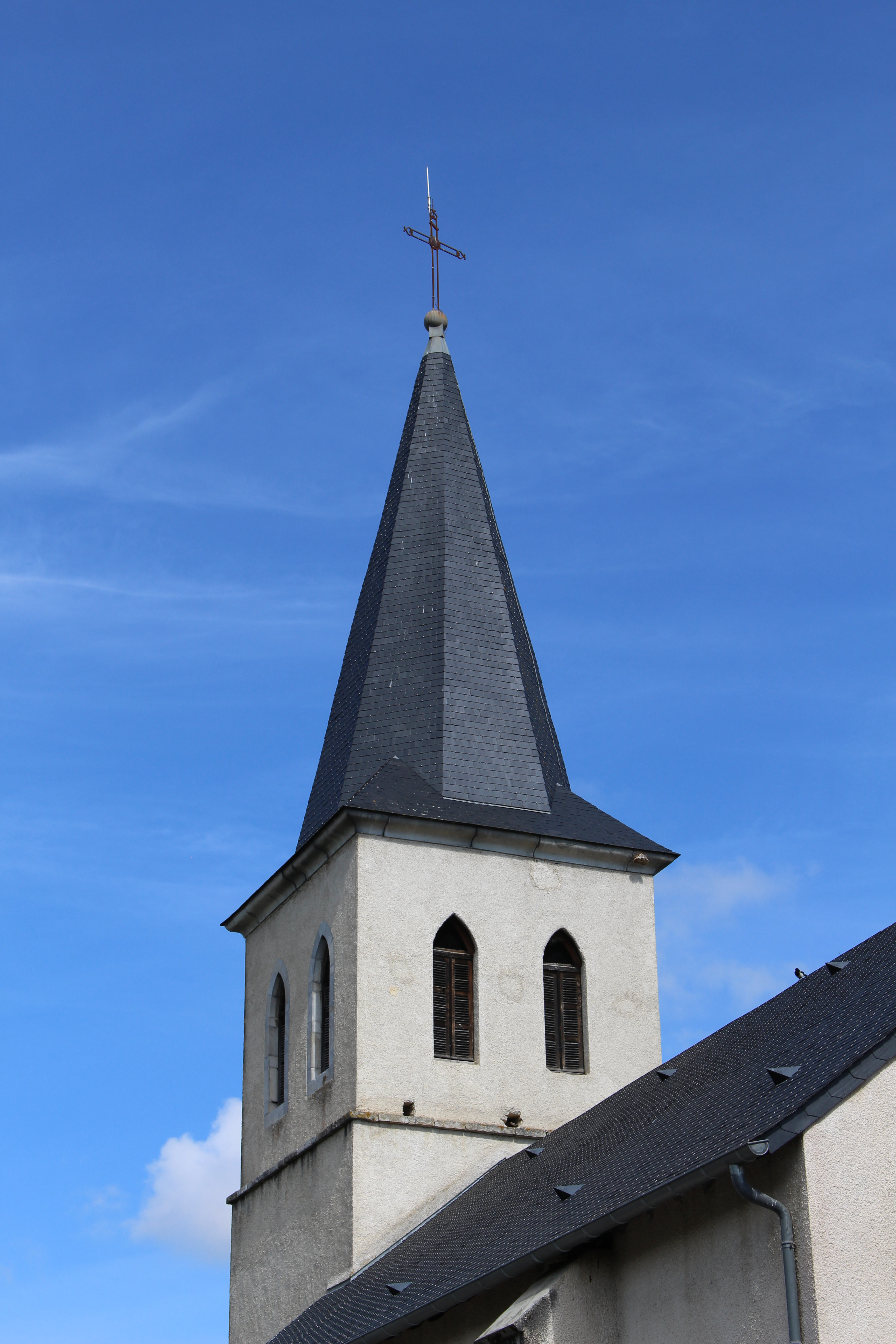
Le clocher
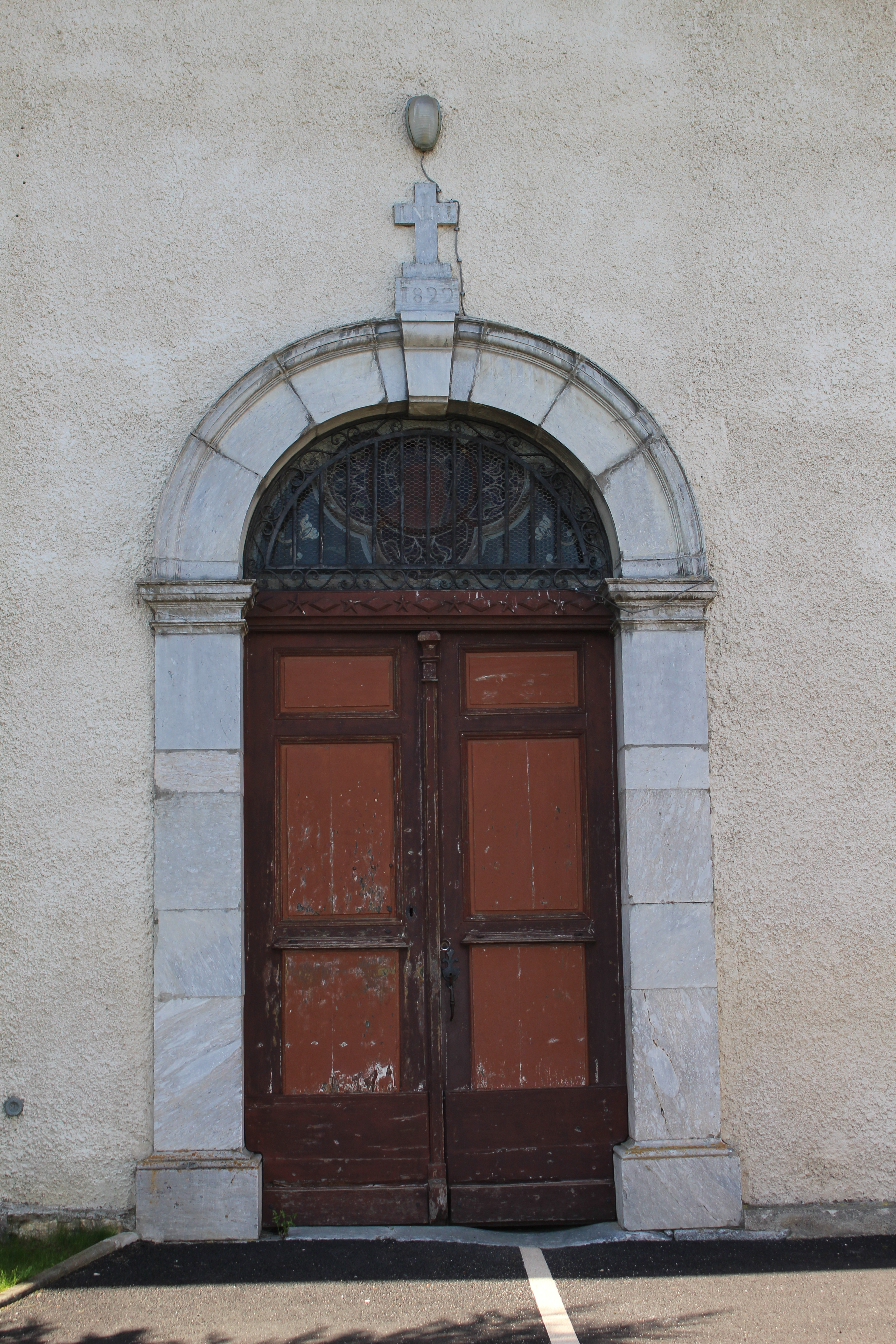

### Personnalités liées à la commune
- Mgr Dominique Peyramale, curé de Lourdes à l'époque des dites apparitions de la Vierge Marie à Bernadette Soubirous, y est né.
- Bernadette Soubirous, qui possédait de la famille à Momères : sa cousine, Jeanne Védère, y fut institutrice et son grand-père y possédait un moulin. La mère de Jeanne Védère était la sœur ainée de François Soubirous, père de Bernadette.
- Le général Deffis, commandant de l'école militaire de Saint-Cyr en 1881.
- Jérémy Rimbaud a grandi à Momères.

### Héraldique
| Blason | Blasonnement : D'argent à la croix aux extrémités pattées d'azur pommetée de 8 pièces d'or ; au chef d'azur chargé de 3 croissants d'or. Commentaires : Blason officiel vérifié auprès de la mairie. |